# Grube Grünewald
Die Grube Grünewald war eine Buntmetallerz-Grube des Bensberger Erzreviers in Overath im Stadtteil Untereschbach im Süden Nordrhein-Westfalens. Durch den Bergbau hat sich über die Jahre eine Wohnsiedlung gebildet. Heute befindet sich hier der Ortsteil Grünewald.

## Geschichte
Conrad Pörting mutete im Namen der 1837 von dem belgischen Bankier und Industriellen François-Dominique Mosselman gegründeten „Société Anonyme des Mines et Fonderies de Zinc de la Vieille-Montagne“ am 4. Februar 1856 im so genannten Buchholzer Busch ein Grubenfeld mit dem Namen Grünewald. Die Verleihung erfolgte am 29. Juli 1858 auf Bleierz.
Seit dem Jahr 1930 bis 1978 pumpte die Grube Lüderich die sandigen Rückstände aus ihrer Flotation über Rohrleitungen in das Gebiet zwischen der Ortschaft Grünewald und dem Hof Großbuchholz und lagerte dort das Material auf Halden ab.

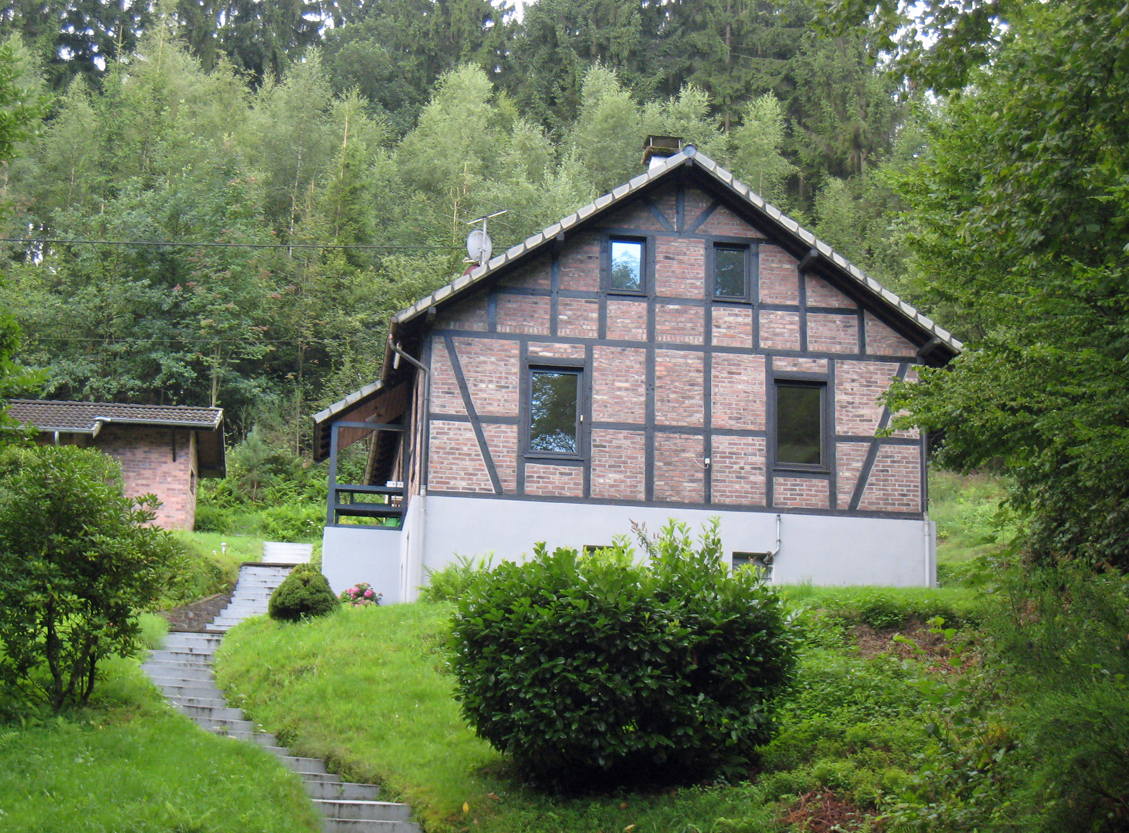
Ehemaliges Zechenhaus der Grube Grünewald

## Betrieb und Anlagen
Das Grubenfeld Grünewald erstreckte sich zwischen den Ortschaften Unterauel und Großbuchholz. Über die Arbeiten der ersten Periode liegen keine Informationen vor. 1888 trieb man in der Talsohle westlich von Hof Daubenbüchel einen Stollen nach Norden vor. Man fand bei 51 Meter Länge ein edles Bleiglanzvorkommen. Auf 79 Meter Länge teufte man ein Gesenk für weitere Untersuchungsarbeiten ab. Dieses Gesenk wurde später bis über Tage verlängert und zu einem Maschinenschacht ausgebaut. Parallel zu diesen Arbeiten begann man auf der südlichen Talseite mit dem Vortrieb eines weiteren Stollens, dem so genannten Südstollen. Bei den weiteren Erkundungsarbeiten und Abteufungen weiterer Gesenke musste man 1898 Maßnahmen zur Verbesserung der Luftzirkulation ergreifen. Dabei zeichnete sich bereits eine gewisse Erschöpfung der Lagerstätte ab. 1905 wurde der Betrieb eingestellt.